# I've Got My Own Album to Do
| Recensione       | Giudizio |
| ---------------- | -------- |
| AllMusic         | [ 1 ]    |
| Robert Christgau | C+       |

I've Got My Own Album to Do è il primo album in studio da solista del musicista inglese Ronnie Wood, pubblicato dalla Warner Bros. Records nel settembre del 1974.

## Tracce
Lato A
1. I Can Feel the Fire – 4:52 (Ronnie Wood)
2. Far East Man – 4:40 (George Harrison, Ronnie Wood)
3. Mystifies Me – 3:17 (Ronnie Wood)
4. Take a Look at the Guy – 2:34 (Ronnie Wood)
5. Act Together – 4:23 (Mick Jagger, Keith Richards)
6. Am I Grooving You – 3:38 (Bert Berns, Jeff Barry)

Lato B
1. Shirley – 5:19 (Ronnie Wood)
2. Cancell Everything – 4:36 (Ronnie Wood)
3. Sure the One You Need – 4:11 (Mick Jagger, Keith Richards)
4. If You Gotta Make a Fool of Somebody – 3:32 (Rudy Clarke)
5. Crotch Music – 5:58 (Willie Weeks)

## Musicisti
I Can Feel the Fire
- Ronnie Wood - chitarra elettrica, voce solista, percussioni
- Mick Jagger - chitarra ritmica, accompagnamento vocale
- Keith Richards - chitarra elettrica, percussioni
- Ian McLagan - organo
- Willie Weeks - basso
- Andy Newmark - batteria, percussioni
- Ross Henderson - steel drums
- Sterling - steel drums

Far East Man
- Ronnie Wood - chitarra elettrica, voce solista
- Ian McLagan - pianoforte elettrico
- Jean Roussel - organo
- Mick Taylor - basso
- Andy Newmark - batteria

Mystifies Me
- Ronnie Wood - chitarra elettrica, voce solista
- Rod Stewart - accompagnamento vocale
- Ian McLagan - organo
- Pete Sears - celeste, basso
- Martin Quittenton - chitarra acustica
- Micky Waller - batteria

Take a Look at the Guy
- Ronnie Wood - chitarra elettrica, chitarra slide, voce solista
- Rod Stewart - voce
- Keith Richards - chitarra elettrica
- Ian McLagan (Ian McHooligan) - pianoforte elettrico
- Willie Weeks - basso
- Andy Newmark - batteria

Act Together'
- Ronnie Wood - chitarra elettrica, voce solista
- Keith Richards - chitarra elettrica, pianoforte elettrico, pianoforte acustico, voce solista
- Ian McLagan - organo
- Willie Weeks - basso
- Andy Newmark - batteria
- Doreen Chanter - accompagnamento vocale - cori
- Irene Chanter - accompagnamento vocale - cori
- Ruby Turner - accompagnamento vocale - cori

Am I Grooving You
- Ronnie Wood - chitarra elettrica, armonica, voce solista
- Mick Jagger - accompagnamento vocale
- Keith Richards - chitarra elettrica, accompagnamento vocale
- Ian McLagan - sintetizzatore ARP
- Willie Weeks - basso
- Andy Newmark - batteria

Shirley
- Ronnie Wood - chitarra elettrica, chitarra vox, voce solista
- Mick Taylor - pianoforte elettrico wurlitzer, basso, chitarra
- Ian McLagan - sintetizzatore ARP
- Andy Newmark - batteria

Cancell Everything
- Ronnie Wood - chitarra elettrica, voce solista
- Keith Richards - chitarra elettrica, accompagnamento vocale
- Jean Roussel - pianoforte elettrico, pianoforte
- Willie Weeks - basso
- Andy Newmark - batteria
- Doreen Chanter - accompagnamento vocale - cori
- Irene Chanter - accompagnamento vocale - cori
- Ruby Turner - accompagnamento vocale - cori

Sure the One You Need
- Ronnie Wood - chitarra elettrica, chitarra slide, voce solista
- Keith Richards - chitarra elettrica, voce solista
- Ian McLagan - pianoforte steinway
- Willie Weeks - basso
- Andy Newmark - batteria

If You Gotta Make a Fool of Somebody
- Ronnie Wood - chitarra elettrica, voce solista, accompagnamento vocale
- Keith Richards - chitarra elettrica, accompagnamento vocale
- Ian McLagan - organo
- Mick Taylor - sintetizzatore ARP
- Willie Weeks - basso
- Andy Newmark - batteria
- Rod Stewart - accompagnamento vocale

Crotch Music
- Ronnie Wood - chitarre elettriche, effetti chitarre
- Keith Richards - effetti chitarre
- Willie Weeks - effetti chitarre, basso
- Ian McLagan - sintetizzatore ARP
- Andy Newmark - batteria[4][5]